# Torrance
Torrance ist eine Stadt im Los Angeles County im US-Bundesstaat Kalifornien, Vereinigte Staaten, mit 147.067 Einwohnern (Stand: Volkszählung 2020). 

## Geografie
Die Stadt ist eine principal city der Los Angeles–Long Beach–Anaheim, CA Metropolitan Statistical Area, die Teil der Greater Los Angeles Area ist. Torrance grenzt im Norden an Lawndale und Gardena, im Osten an Los Angeles und im Süden an Rolling Hills Estates und Palos Verdes Estates. Im Westen liegt Redondo Beach, zum Stadtgebiet gehört aber auch ein kleines Stück Strand, das zwischen Redondo Beach und Malaga Cove liegt. 
Die Stadt wird von der California State Route 1 durchquert, die auch als Pacific Coast Highway bekannt ist.

## Geschichte
Die Stadt wurde nach dem Bauunternehmer Jared Sydney Torrance benannt, der um 1900 in der Gegend südlich von Los Angeles ein Stück Land kaufte, das früher zu einer Spanischen Kolonie gehörte, um darauf ein neues Industrie- und Wohngebiet errichten zu lassen. Er beauftragte den Architekten Frederick Law Olmsted, Jr. mit der Planung der neuen Stadt. Im Jahre 1912 wurde die neu gegründete Stadt Torrance genannt.

## Wirtschaft
In Torrance befindet sich das Del Amo Fashion Center, eines der größten Einkaufszentren (Shopping Malls) der USA. Früher war die Gegend um Torrance mit Ölquellen und Bohrtürmen übersät, heute sind es etwas weniger, allerdings gibt es immer noch die ehemalige ExxonMobil-Raffinerie im Norden der Stadt, welche die Benzinversorgung eines Großteils von Südkalifornien gewährleistet und seit 2016 dem unabhängigen Raffineriebetreiber PBF Energy gehört. Des Weiteren befindet sich der Hauptsitz von Toyota Motor Sales, U.S.A und American Honda Motor in Torrance, sowie der Automatenhersteller Rock-Ola und das Hauptquartier der Sunrider Corporation. Toyota gab 2014 den Umzug in das neue U.S. Hauptquartier in Plano (Texas) bekannt. Außerdem gibt es noch mehrere Automobilzulieferer, Bekleidungshersteller und ein Werk zur Herstellung von Blu-ray Discs und DVDs des Elektronikkonzerns Panasonic. Am örtlichen Flughafen (dem nach Louis Zamperini benannten Zamperini Field) ist der Hubschrauberhersteller Robinson Helicopter beheimatet.

## Sonstiges
Den Fans der Fernsehserie Buffy – Im Bann der Dämonen ist die Stadt durch ihre High School bekannt. Dort wurden die Außenaufnahmen für die Szenen gedreht, die an der High School der fiktiven Stadt Sunnydale spielen.
Auch das Haus in dem Buffy wohnt, sowie zahlreiche weitere Drehorte der Serie, liegen im Stadtgebiet von Torrance.

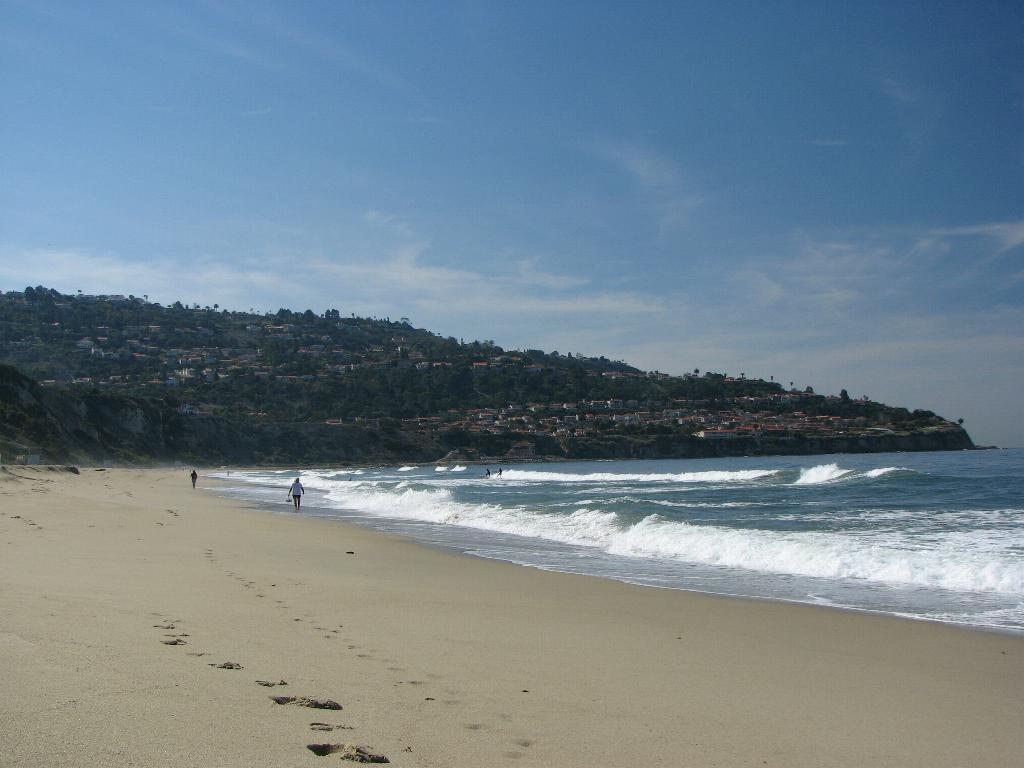
Torrance Beach – Blick nach Palos Verdes
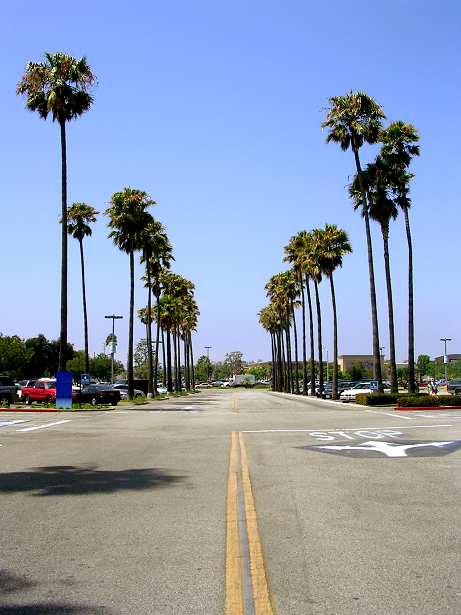
Bei der Del Amo Mall
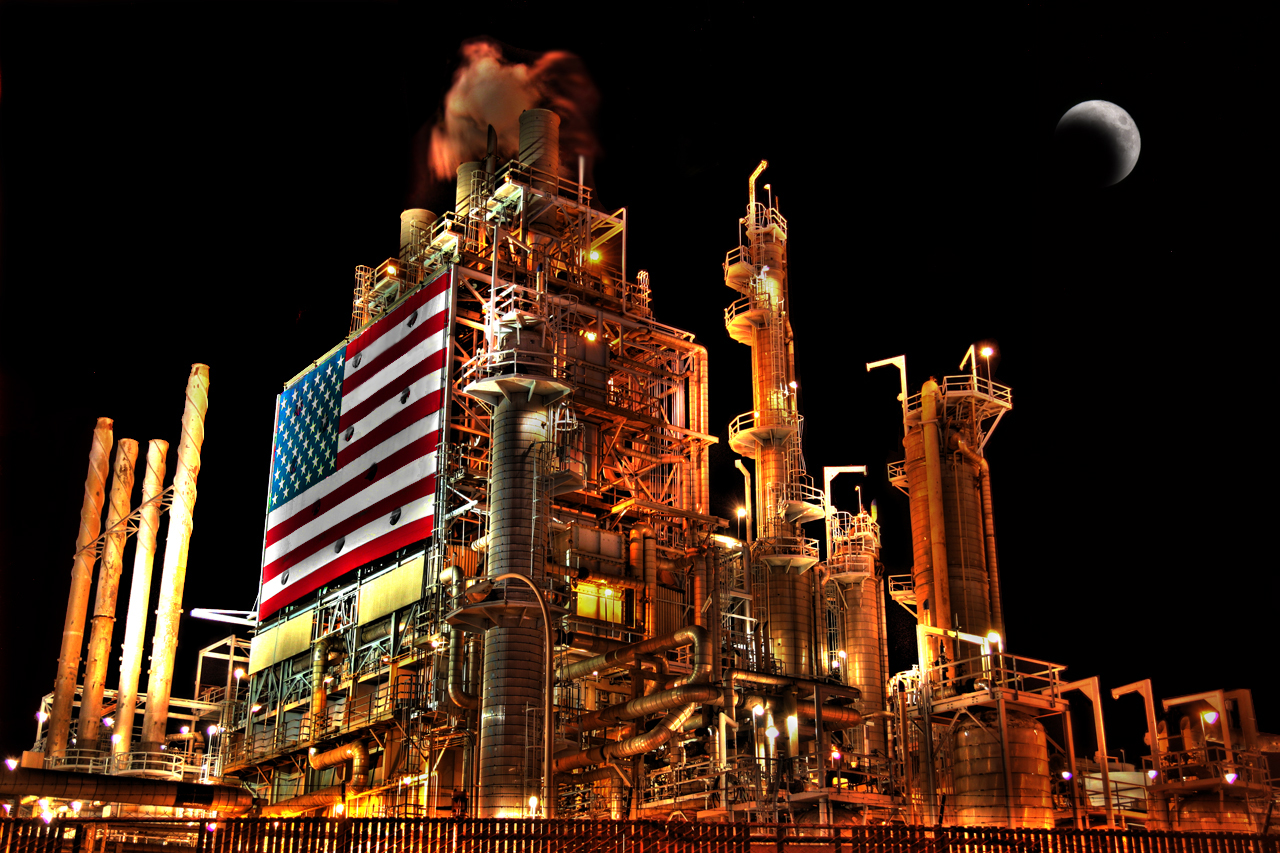
Eine der zahlreichen Raffinerien in Torrance

## Söhne und Töchter der Stadt
- Scooter Patrick (1932–2016), Autorennfahrer
- Bob „The Bear“ Hite (1945–1981), Blues-Sänger, Sänger der Bluesband Canned Heat von 1965 bis 1981
- Larry Carlton (* 1948), Jazz/Blues/Fusion-Gitarrist, Sänger und Produzent
- William Lester Suff (* 1950), Serienmörder
- Paul Westphal (1950–2021), Basketballspieler und -trainer
- Bob Gardiner (1951–2005), Animator
- Charles Gillingham (* 1960), Multiinstrumentalist
- Janeene Vickers (* 1968), Leichtathletin
- Brian Welch (* 1970), Musiker
- John Butler (* 1975), Musiker und Umweltaktivist
- Christina Knels (* 1975), Neurowissenschaftlerin und Neurolinguistin
- Brandon Call (* 1976), Filmschauspieler
- Tony Gonzalez (* 1976), Footballspieler
- Antonio Margarito (* 1978), mexikanischer Profiboxer
- Michelle Kwan (* 1980), Eiskunstläuferin und mehrfache Weltmeisterin
- Brian Bonsall (* 1981), Filmschauspieler und Musiker
- Jonathan Bornstein (* 1984), Fußballspieler
- Billy Johnson (* 1986), Autorennfahrer
- Emily Day (* 1987), Volleyball- und Beachvolleyballspielerin
- Whitney Engen (* 1987), Fußballspielerin
- Brian Burrows (* 1988), Sportschütze
- Jeremy Lin (* 1988), Basketballspieler
- Deon Thompson (* 1988), Basketballspieler
- Kellen Damico (* 1989), Tennisspieler
- Jason Jung (* 1989), US-amerikanisch-taiwanischer Tennisspieler
- Alyson Michalka (* 1989), Schauspielerin und Sängerin
- Daniel Strelitz (* 1990), Pokerspieler
- Denzel Whitaker (* 1990), Schauspieler
- Amanda Michalka (* 1991), Schauspielerin, Sängerin und Instrumentalistin
- Madison Chock (* 1992), Eiskunstläuferin
- Daryl Sabara (* 1992), Filmschauspieler
- Daniel Golubovic (* 1993), australisch-US-amerikanischer Leichtathlet
- Justine Wong-Orantes (* 1995), Volleyballspielerin
- Josh Rosen (* 1997), Footballspieler
- Teagan Sirset (* 1998), Schauspielerin
- Skylan Brooks (* 1999), Schauspieler
- Emmy Meli (* 1999), Sängerin